# Большебасаево
Большебаса́ево (баш. Оло Басай), также Басай — деревня в Баймакском районе Республики Башкортостан Российской Федерации. Входит в состав Кусеевского сельсовета.

## География

### Географическое положение
Расположена на левом берегу реки Туялас.
Расстояние до:
- районного центра (Баймак): 74 км,
- центра сельсовета (Кусеево): 10 км,
- ближайшей железнодорожной станции (Сибай): 37 км.

## История
Название происходит от личного имени Басай.

## Население
| 2002 | 2009 | 2010 |
| ---- | ---- | ---- |
| 316  | ↘306 | ↘267 |

Национальный состав
Согласно переписи 2002 года, преобладающая национальность — башкиры (100 %).

## Религия
В деревне есть мечеть.